# Dalhousiea africana
Dalhousiea africana är en ärtväxtart som beskrevs av Spencer Le Marchant Moore. Dalhousiea africana ingår i släktet Dalhousiea, och familjen ärtväxter. Inga underarter finns listade i Catalogue of Life.